# SN 2012H
SN 2012H – ósma supernowa odkryta w 2012.  Należąca do typu Ia, supernowa położona jest w galaktyce IC 411.  Została odkryta 10 stycznia w ramach programu Chilean Automatic Supernova Search, jej jasność w momencie odkrycia wynosiła 16,7m.